# Soffio di vento ~Best of IZUMI SAKAI Selection~
《Soffio di vento ~Best of IZUMI SAKAI Selection~》는 일본의 밴드 ZARD의 셀렉션 음반이며, 사카이 이즈미에 대한 추도 음반이다. 2007년 8월 15일 발매되었다. (CD: JBCJ-9023) 2007년 2월호, ZARD의 팬클럽 회지인 〈WEZARD〉에 생전의 사카이 이즈미가, 본인이 선택한 가상의 베스트 음반의 수록곡들을 구상한 적이 있다. 이 음반은 그녀가 고른 곡을 기반으로 제작되었다. 하지만 모종의 이유로 오다 테츠로가 작곡한 곡들이 전부 제외되어 있으며, 그 목록에서 결국 절반 가량만이 수록되었다.

## 수록곡
CD
| #            | 제목 | 작사          | 작곡                  | 편곡              | 재생 시간 |
| ------------ | --- | ------------- | --------------------- | ----------------- | --------- |
| 1.           | 〈〈그 미소를 잊지 말아요〉〉 (あの微笑みを忘れないで 아노호호에미오와스레나이데[*])                          | 사카이 이즈미 | 카와시마 다리아       | 아카시 마사오     | 4:25      |
| 2.           | 〈〈석양 속 My Lonely Heart〉〉 (黄昏にMy Lonely Heart 타소가레니-[*])                                        | 사카이 이즈미 | 쿠리바야시 세이이치로 | 아카시 마사오     | 4:27      |
| 3.           | 〈〈사랑이 보이지 않아〉〉 (愛が見えない 아이가미에나이[*])                                                   | 사카이 이즈미 | 오자와 마사즈미       | 하야마 타케시     | 4:04      |
| 4.           | 〈〈이별인사는 지금도 가슴 속에 있어요〉〉 (サヨナラは今もこの胸に居ます 사요나라와이마모코노무네니이마스[*]) | 사카이 이즈미 | 쿠리바야시 세이이치로 | 하야마 타케시     | 5:08      |
| 5.           | 〈〈혼자가 좋아요〉〉 (ひとりが好き 히토리가스키[*])                                                          | 사카이 이즈미 | 쿠리바야시 세이이치로 | 아카시 마사오     | 4:51      |
| 6.           | 〈〈당신에게로 돌아가고 싶어요〉〉 (あなたに帰りたい 아나타니카에리타이[[*])                                  | 사카이 이즈미 | 쿠리바야시 세이이치로 | 아카시 마사오     | 5:20      |
| 7.           | 〈〈So Together〉〉                                                                                           | 사카이 이즈미 | 카와시마 다리아       | 아카시 마사오     | 5:05      |
| 8.           | 〈〈머나먼 별을 세면서〉〉 (遠い星を数えて 토오이호시오카조에테[*])                                           | 사카이 이즈미 | 쿠리바야시 세이이치로 | 토쿠나가 아키히토 | 5:10      |
| 9.           | 〈〈머나먼 날의 Nostalgia〉〉 (遠い日のNostalgia 토이히노-[*])                                                | 사카이 이즈미 | 모치즈키 에이스케     | 아카시 마사오     | 4:47      |
| 10.          | 〈〈내년 여름도〉〉 (来年の夏も 라이넨노나츠모[*])                                                            | 사카이 이즈미 | 쿠리바야시 세이이치로 | 아카시 마사오     | 4:34      |
| 11.          | 〈〈더없이 소중한 것〉〉 (かけがえのないもの 카케가에노나이모노[*])                                           | 사카이 이즈미 | 오노 아이카           | 코바야시 사토루   | 4:15      |
| 12.          | 〈〈Boy〉〉                                                                                                   | 사카이 이즈미 | 쿠리바야시 세이이치로 | 아카시 마사오     | 5:37      |
| 13.          | 〈〈바라보고 있고 싶어요〉〉 (見つめていたいね 미츠메테이타이네[*])                                           | 사카이 이즈미 | 쿠리바야시 세이이치로 | 아카시 마사오     | 6:17      |
| 총 재생 시간 | 총 재생 시간                                                                                                  | 총 재생 시간  | 총 재생 시간          | 총 재생 시간      | 1:04:00   |

DVD
| #  | 제목                                                                                                  | 작사          | 작곡                  | 편곡            | 재생 시간 |
| -- | --- | ------------- | --------------------- | --------------- | --------- |
| 1. | 〈〈My Baby Grand ~따스함이 필요해서~〉〉 (My Baby Grand ~ぬくもりが欲しくて~ -누쿠모리가호시쿠테[*]) | 사카이 이즈미 | 오다 테츠로           | 이케다 다이스케 |           |
| 2. | 〈〈카나리아〉〉 (カナリヤ 카나리야[*])                                                               | 사카이 이즈미 | 쿠리바야시 세이이치로 | 아카시 마사오   |           |

## 같이 보기
- 《Brezza di mare ~dedicated to IZUMI SAKAI~》